# Museu Jakobstad
O Museu Jakobstad (em sueco: Jakobstads museum; em inglês: Jakobstad Museum) é um museu histórico da cidade de Jakobstad, na Finlândia.
Otto Malm, magnata da navegação e o homem mais rico da Finlândia, foi a última pessoa a viver na Malm House onde, após sua morte em 1898, passou a funcionar a partir de 1904 o Museu Jakobstad.
A principal construção do museu é chamado de Malmska gården.